# Carlos Gomes (football)
Pour les articles homonymes, voir Carlos Gomes et Gomes.
Carlos António do Carmo Costa Gomes (né le 18 janvier 1932 — mort le 17 octobre 2005), est un footballeur portugais.

## Biographie
Gardien de but international (18 sélections entre 1953 et 1958), il est l'un des plus brillants portiers du Sporting Clube de Portugal. Il est transféré en Espagne, pour un million de pesetas puis revient brièvement au Portugal avant de fuir le pays.
Il se réfugie en Espagne puis au Maroc où il obtient le statut de réfugié politique. Il joue alors quelques saisons au Maroc avec le Ittihad de Tanger et le Club Omnisport De Meknes (CODM) qui a réussi de remporter la coupe du trône Marocaine avec le club pour la première fois de son histoire l'année 1966.
Sa carrière de joueur achevée, il devient entraîneur. Il dirige alors notamment des clubs en Tunisie et en Algérie dont le MC Oran avec qui il est champion lors de la saison 1970-1971. Puis il retourne au Portugal quand le pays renoue avec la démocratie.
Avant de venir au MC Oran comme entraîneur il fait un passage de deux années avec le JS Djidjelli (Jijel) comme gardien de but.

## Carrière de joueur
- FC Barreirense (jeunes)  Portugal
- 1950-1958 : Sporting Portugal  Portugal
- 1958-1959 : Grenade CF  Espagne
- 1959-1961 : Real Oviedo  Espagne
- 1961-1962 : Atlético de Portugal  Portugal
- 1962-1963 : Tanger CF  Maroc
- 1963-1965 : USP Tanger  Maroc
- 1965-1969 : COD Meknès  Maroc
- 1969-1970 : JS Djidjelli  Algérie

## Palmarès
- Champion du Portugal : 1952, 1953, 1954 et 1958 avec le Sporting
- Vainqueur de la Coupe du Portugal : 1954 avec le Sporting
- Vainqueur de la Coupe du trône du Maroc : 1966 avec le Club Omnisport De Meknes (CODM)
- Champion d'Algérie : 1971 avec le MC Oran en tant qu'entraîneur